# Tho Fan
Il Tho Fan è una lingua artificiale creata dal linguista canadese Wolf Wikeley per il videogioco per Xbox Jade Empire. La lingua è stata progettata per suonare antica e distintamente asiatica.
Il Tho Fan fa a meno del verbo "essere" e si serve degli articoli - parole come "un" e "il" - per marcare il tempo.
Wikeley ha tradotto il Vangelo secondo Giovanni in Tho Fan.